# Agua Zarca, Jalisco
Agua Zarca är en ort i Mexiko.   Den ligger i kommunen Totatiche och delstaten Jalisco, i den centrala delen av landet, 500 km nordväst om huvudstaden Mexico City. Agua Zarca ligger 2 020 meter över havet och antalet invånare är 131.
Terrängen runt Agua Zarca är varierad. Runt Agua Zarca är det glesbefolkat, med 8 invånare per kvadratkilometer. Närmaste större samhälle är Atolinga, 13,2 km söder om Agua Zarca. I omgivningarna runt Agua Zarca växer huvudsakligen savannskog.